# برنج أباد
برنج‌ أباد هي قرية في مقاطعة أرومية، إيران. عدد سكان هذه القرية هو 114 في سنة 2006.